# Dorer
Dorer (grekiska: Δωριεῖς, Dōrieis, singular Δωριεύς, Dōrieus) var en av det grekiska folkets fyra huvudstammar, enligt sagan avkomlingar av Hellens son Doros.

## Förhistoria
Dorerna invandrade troligen norrifrån till Grekland, den så kallade doriska vandringen, under den sista av de grekiska folkvandringarna i andra årtusendet f.Kr. De bodde enligt sagan en tid i Thessalien och verkar under en längre tid haft en stödjepunkt i det lilla, efter dem uppkallade landskapet Doris i mellersta Grekland. De fann slutligen stadigvarande hemvist dels på Peloponnesos, företrädesvis i de tre södra, av dem erövrade landskapen Argolis, Lakonien och Messenien, dels på Kreta, där redan tidigt dorisk kultur och doriskt statsskick vann insteg. Att verkligheten låg till grund för denna vandringssaga var självklart för antikens greker, och den hölls för sanning långt in på 1900-talet. Under senare årtionden har man dock betvivlat allt mera att den doriska vandringen någonsin ägt rum.

## Utbredning
Förutom ovan nämnda landskap hade även Korinth, Megara och flera andra grekiska stater dorisk befolkning, och doriska kolonier utsändes efter hand åt många håll, men i synnerhet till Mindre Asiens sydvästra kuster, öarna Rhodos och Kos samt till södra Italien och Sicilien.

## Kultur
Som ett utmärkande karaktärsdrag hos den doriska folkstammen framhölls ett krigiskt lynne i förening med en lugn och samlad kraft, som fick sitt uttryck såväl i deras statsinrättning, för vilken Spartas Lykurgiska lagar utgör den mest fulländade typen, som i deras lyriska poesi och musik, deras byggnadskonst och deras språk. I alla dessa hänseenden bildar dorerna en skarp motsats till de övriga stammarna, i synnerhet till den joniska.
Uttrycket dorisk inom bl. a. grekisk arkitektur hänför sig till detta folk.